# Калангуйське міське поселення
Калангу́йське міське поселення (рос. Калангуйское городское поселение) — міське поселення у складі Олов'яннинського району Забайкальського краю Росії.
Адміністративний центр та єдиний населений пункт — селище міського типу Калангуй.

## Населення
Населення міського поселення становить 1545 осіб (2019; 2112 у 2010, 2800 у 2002).